# 岩生周一
岩生 周一（いわお しゅういち、1913年1月9日 - 1999年2月5日）は、日本の地球科学者。専門は、鉱床学・堆積岩岩石学。福岡県久留米市生まれ。

## 経歴
1931年旧制福岡高等学校理科甲類を卒業し、東京帝国大学理学部地質学科に入学。1935年同卒業。1938年地質調査所（現：産業技術総合研究所）の技師に任官。1942年第一次山西学術調査研究団に参加した。1953年東京大学教養学部地学教室の教授となる。1969年同理学部地質学教室教授に転任し、1973年定年・退職、名誉教授となる。その後、1973～1978年千葉大学理学部教授を務めた。また、日本学術振興会など諸機関の委員を歴任し、戦後の日本の復興に非金属資源開発の面から大いに貢献した。1963～1965年には旧イラン王国に出張し、同国の地質調査所設立に尽力したことは特筆される。1973～1974年、日本粘土学会会長。
1950年、東京大学理学博士。論文の題は「混成岩の岩石学的研究、特に柳井地方の岩石について」。

## 業績
地質調査所勤務時代から、一貫して我が国の粘土鉱床や耐火物資源の研究を行い、多くの成果をあげた。特に京都府西部丹波地域に発達する赤白珪石と呼ばれるチャート質角礫岩について、詳細な記載を行い、その成因を論じた研究は有名である。また、特殊な化学組成を持つ堆積岩の成因を究明した研究でも知られる。これらの顕著な学会・業界における業績に対し、1986年に勲二等瑞宝章を贈られている。

## 主な著書・編書
- 岩生周一・木村敏雄『地球の進化（東大教養地学＜第1＞）』、東京創元社、1958年。ASIN: B000JATWB4
- 岩生周一・木村敏雄『一般地質学』、朝倉書店、1973年。ASIN: B000JA2PZO
- 岩生周一（編）『粘土の事典』、朝倉書店、1985年。ISBN-13: 978-4254162288
- 末野悌六・岩生周一（共編）『粘土とその利用－主として本邦のカオリンについて』、朝倉書店、1958年。ASIN: B000JAUP5G